# Augustin de Loynes
Ne doit pas être confondu avec Augustin de Luynes, armateur nantais.
Pour les articles homonymes, voir De Loynes.
Augustin de Loynes, sieur de La Bouvetière, né le 15 août 1743 et mort le 8 avril 1808 à Nantes, est un officier français, maire de Nantes de 1803 à 1805.

## Éléments biographiques

### Origine, famille et débuts professionnels
Augustin-Louis de Loynes, seigneur de la Pommeraye et autres lieux, est le fils d'Augustin de Loynes (1714-1779), écuyer, seigneur de la Bouvetière, négociant, juge consul de Nantes, et de Françoise Geneviève Catherine Merger,. On peut trouver son nom sour la forme « de Loynes », « Deloynes » ou « de Luynes ». Il est le petit-fils de l'armateur Augustin de Luynes.
En 1773, il épouse Marie-Anne Drouet-Dezilet, dame de La Rairie. De ce mariage naîtront plusieurs enfants.
Il entame une carrière militaire à la fin de l'Ancien régime. 
En 1789, il est capitaine au régiment de dragons du roi.

### Maire de Nantes
À la suite de la démission de Claude-Sylvain Pâris, Augustin de Loynes est nommé maire de Nantes le 27 mai 1803 et installé le  15 juin. Mellinet indique qu'il a  peu de fortune et qu’il est dévoué ; sa nomination est perçue comme due à sa qualité d'ancien officier.
Ses adjoints sont : René Chaillou, René-Julien Arreau de la Renais, Louis-Amable Savary (négociants), Paul-Jean-Baptiste Fellonneau (ancien maître des eaux et forêts), Jean-Baptiste Bertrand-Geslin (propriétaire, ancien officier, et qui sera son successeur). 
Le secrétaire greffier est Antoine Saveneau, le trésorier Louis-Pascal Mouton et pour la première fois est mentionné le nom de l’archiviste de la Ville : Pierre-Nicolas Fournier. 
Le conseil municipal de Sylvain Pâris reste en place, jusqu’au renouvellement partiel du 1er avril 1804, qui y amène notamment Donatien Marion de Procé. Augustin de Loynes est nommé chevalier de l'Empire et chevalier de la Légion d'honneur.
Augustin de Loynes est appelé à d'autres fonctions en avril 1805 (7 germinal), et cesse ses fonctions de maire le 17 avril. Jean-Baptiste Bertrand-Geslin est chargé de l’intérim avant d’être nommé maire en mai.
Il meurt en 1808,.

## Honneurs
Augustin de Loynes a été fait chevalier de l'Empire et a reçu la croix de la Légion d’honneur.

## Hommages
- La rue de Loynes à Nantes, dans le quartier de Richebourg, porte son nom depuis 1856[4].